# 그렉 시프

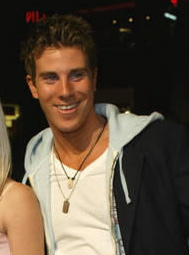

그레고리 "그레그" 시프(Gregory "Greg" Siff, 1977년 12월 21일 ~ )는 미국의 극작가, 배우, 화가이다.
브루클린에서 태어났다.

## 영화
- 더 타임 빙 (2012년)
- 링컨 차를 타는 변호사 (2011년) - 오더리 역
- 더 테이크 (2007년)
- 12월이 끝나다 (2006년)
- 리버스 엔드 (2005년) - 더그 바턴 역
- Unauthorized Brady Bunch: The Final Days (2000)